# Bernard Lazare
Bernard Lazare (1865 — 1917) foi um escritor francês.
De religião judaica, politicamente era um anarquista.
Foi o primeiro dos defensores de Alfred Dreyfus, no caso Dreyfus, durante o qual publicou 3 brochuras.
No final da vida tornou-se um adepto do sionismo, ao qual consagrou as suas últimas escritas. Foi amigo de Theodor Herzl, mas com o qual teve divergências.

## Obra

### Em francês
- L’antisémitisme son histoire et ses causes (1894 – Léon Chailley Ed.)
- L’affaire Dreyfus – Une erreur judiciaire –  Edition établie par Ph. Oriol, - Ed. Allia (1993)
- Le fumier de Job – Texte établi par Ph. Oriol - Ed. Honoré Champion (1998)
- Juifs et antisémites – Edition établie par Ph. Oriol – Ed. Allia (1992)

### Sobre Bernard Lazare
- Bernard Lazare Anarchiste et nationaliste juif – Textes réunis par Ph. Oriol – Ed. Honoré Champion (1999)
- Bernard Lazare – de l’anarchiste au prophète – J-D Bredin – Ed. fallois (1992)
- Bernard Lazare – Ph. Oriol – Stock (2003)